# 스탠 켄튼
스탠 켄튼(영어: Stan Kenton, 1911년 12월 15일~1979년 8월 25일)은 미국의 팝 음악, 재즈 아티스트이다. 켄튼은 피아니스트, 작곡가, 편곡가 및 밴드 리더로서 약 40년 동안 재즈 오케스트라를 이끈 것으로 유명하다. 켄튼은 1940년대 초부터 1960년대까지 여러 팝 히트곡을 냈지만 그의 음악은 항상 미래지향적이었다. 1941년에 로스앤젤레스에서 밴드를 결성하여 자기도 편곡하였으며, 전임 편곡자 피트루고로의 작품을 연주하여 유명해졌다. '프로그레시브 재즈'의 기치를 내걸고 그 산하에서 웨스트 코스트파(派)의 뛰어난 재즈맨을 많이 배출하였다. 일류 멤버를 이끌고 연주 여행을 하는 등 활약이 컸다.